# Alouette rousse
Mirafra rufa
Espèce
Répartition géographique
Statut de conservation UICN

 LC  : Préoccupation mineure
L'Alouette rousse (Mirafra rufa) est une espèce de passereaux qui, comme toutes les alouettes, appartient à la famille des Alaudidae.

## Répartition
Cet oiseau se trouve au Mali, au Niger, au Nigeria, au Soudan et au Tchad.

## Habitat
Elle habite les savanes.

## Liste des sous-espèces
Selon la classification de référence du Congrès ornithologique international (version 11.1, 2021) :
- sous-espèce Mirafra rufa nigriticola Bates, GL, 1932
- sous-espèce Mirafra rufa rufa Lynes, 1920
- sous-espèce Mirafra rufa lynesi Grant, CHB & Mackworth-Praed, 1933